# Barkász Lajos
Barkász Lajos (Hódmezővásárhely, 1884. augusztus 25. – Budapest, 1960. március 9.) magyar festőművész, tanár.

## Pályafutása
Apja Barkász Károly gimnáziumi tanár, anyja Lubinszky Jolán volt. A középiskolát szülővárosában elvégezve a Budapesti Mintarajziskolában tanult, s 1906-ban szerzett középiskolai rajztanári oklevelet. Továbbképzősként 1907-ig Révész Imre és Ferenczy Károly növendéke volt.
Megnyerte 1905-ben az Országos Magyar Iparművészeti Társulat Gerenday-plakátpályázatát, az 1906. évi Milánói Világkiállításon pedig – még szintén hallgató korában – egy tájképpel szerepelt a magyar csoportban. Karcagon, majd Fiumében kezdett tanítani. Rajztanárként működött Máramarosszigeten, Aradon és Trencsénben az állami felsőbb leányiskolákban, egyes adatok szerint Pozsonyban is. Az első világháborúban katonai szolgálatot teljesített, több háborús kitüntetést kapott, főhadnagyként szerelt le. 1920-ban Budapestre költözött és a III. kerületi Magyar Királyi Állami Árpád Reálgimnázium rajztanára volt.
1903-tól a Nemzeti Szalon állandó kiállítójaként főleg naturalista tájképekkel szerepelt, majd 1910-től a Műcsarnokban is. 1925-ben a  Nemzeti Szalonban, 1926-ban Hódmezővásárhelyen rendezett gyűjteményes kiállítást.„A Műcsarnok 1939. évi őszi tárlatán négy termet megtöltő anyaggal szerepelt.”
Több ízben járt tanulmányúton Olaszországban, Drezdában, Stockholmban, ahol alkotásaival sikert aratott. 1924-ben a Halmos Izor alapította Életkép-díjat nyerte a „Hazafelé” című festményéért, 1930-ban a Műcsarnokban a Ráth-díjat, 1940-ben pedig a Magyar Képzőművészeti Egyesület aranyérmét nyerte el. A Társadalmi Egyesületek Szövetsége (TESZ) ezüstéremmel jutalmazta alkotásait.
Titkára, majd ügyvezető elnöke lett az Egyesült Keresztény Nemzeti Ligának. 1926-tól alapító tagja volt a Hódmezővásárhelyi Művészek Társaságának. Az Országos Rajztanár Vizsgabizottságban tagként tevékenykedett, a Képzőművészek Egyesülete, a Képzőművészek Szövetsége is tagjai közé sorolta. Az Országos Magyar Képzőművészeti Társaságban zsűritagként is aktívan közreműködött, 1928-ban örökös törzstaggá választották. 1938–1939-ben a Magyar Képzőművészeti Egyesület elnöki, az Országos Magyar Képzőművészeti Társulatnak pedig 1943-ban titkári tisztségét töltötte be.
A második világháborút követően is az Óbudai Árpád Gimnáziumban oktatott. Két festményét a Magyar Nemzeti Galéria őrzi.
A Farkasréti temetőben kísérték utolsó útjára. Sírját felszámolták.

## Művei (válogatás)
- Kilátás a Rózsadombról, olaj[6]
- Trianoni határ, olaj. (A székesfőváros vásárolta meg.)[6]
- Fővárosi tájkép, olaj. (A székesfőváros vásárolta meg.)[5]
- Gróf Tisza István arcképe, olaj. (Hódmezővásárhely megbízásából.)[5]
- Ház a hegy alatt
- Varjak
- Tabáni részlet, akvarell[13]
- Tavaszi munka, akvarell[13]
- Szakadék, akvarell[13]